# Dammam
Dammam (ofwel Ad Dammām) (Arabisch: الدمام) is de hoofdstad van de Saoedische provincie Ash-Sharqiyah. Dammam is de grootste stad van deze provincie en een van de belangrijkste havensteden van het land. In Dammam ligt ook de King Fahd International Airport. Dammam ligt aan de Perzische Golf.

## Geboren
- Matt Daly (1983), Engels hockeyer
- Yahya Al-Shehri (1990), voetballer
- Yasser Al-Shahrani (1992), voetballer

Abha · Al-Bahah · Bariq · Buraidah · Dammam · Dhahran · Hail · Jeddah · Jizan · Jubail · Al-Kharj · Khobar · Medina · Mekka · Najran · Riyad · Tabuk · Taif · Unayzah · Yanbu
Saoedi-Arabië · Provincies